# Charles Portal (militaire)
Pour les articles homonymes, voir Portal.
Charles Portal (1893-1971) est un militaire britannique, Marshal of the Royal Air Force et Chef d'État-Major aérien durant la Seconde Guerre mondiale. Il fut l'un des partisans du bombardement stratégique. Il a reçu de nombreuses décorations durant sa carrière.

## Biographie
Pendant la Première Guerre mondiale, il fait partie des pilotes qui fournissent des informations à Collingwood Ingram sur la hauteur de vol de certaines espèces d'oiseaux.

## Décorations
- Chevalier de l'Ordre de la Jarretière
- Chevalier de l'Ordre du Bain
- Membre de l'Ordre du Mérite
- Chevalier de l'Ordre du Service distingué
- Récipiendaire de la Croix militaire